# Емил Хески
Емил Вилијам Ајванхо Хески (енгл. Emile William Ivanhoe Heskey; Лестер, 11. јануар 1978) бивши је енглески професионални фудбалер који је играо на позицији нападача. Играо је на више од 500 утакмица у Фудбалској лиги Енглеске и Премијер лиги, фудбалом се бавио више од 18 година, а играо је и за репрезентацију Енглеске. Такође је играо у Аустралији за Њукасл јунајтед џетс у Првој лиги Аустралије.
Рођен је у Лестеру, а фудбалску каријеру започео је у младом тиму Лестер Ситија, након тога напредовао кроз њихов омладински систем, а први пут је дебитовао професионално за први тим 1995. године. После освајања Енглеског Лига купа 1997. и 2000. године прешао је у Ливерпул за 11 милиона фунти, што је био рекордни трансфер у то време. У Ливерпулу је освојио више титула укључујући ФА куп 2001. године. У Бирмингем Сити прешао је 2004. године, а након њиховог испадања из Премијер лиге, потписао је уговор за Виган атлетик, за тада рекордних 5,5 милиона фунти, 2006. године. Године 2009. потписао је уговор за Астон Вилу, а од 2012. године играо је за аустралијски Њукасл јунајтед џетс. После две године вратио се у Енглеску и завршио каријеру у Болтон вондерерсу, 2016. године.
Хески је играо за све репрезентације Енглеске, до 16, 18 и 21 године, за „Б репрезентацију” и прву репрезентацију Енглеске. У првом тиму дебитовао је 1999. године против Мађарске, а утакмица је завршена резултатом 1 : 1. После Европског првенства 2004. године изгубио је место у првом тиму Енглеске и често био предмет критика. Након дуже паузе, позван је у тим у септембру 2007. године како би играо на квалификацијама за Европско првенство 2008. године. Повукао се из репрезентације након Светског првенства 2010.  године, а укупно за први тим Енглеске одиграо је 62 утакмице и постигао 7 голова.
Хески је 2021. године постао тренер ЖФК Лестер Сити.

## Биографија
Хески је рођен у Лестеру у традиционалној грофовији Лестершир 11. јануара 1978. године. Његова породица је пореклом са острва Антигва из источног дела Кариба. Његов отац Тирон Хески држао је обезбеђења ноћних клубова у Лестеру. Похађао је Градску школу Лестер у Евингтону.
Хескијева партнерка била је Кејли Пинсент, разишли су се 2004. године, а он је оженио Чантел Тејго у мају 2014. године, а свадба је направљена у Чеширу. Хески се са Тејго виђао тајно од 2002. године, а она је радила као конобарица у плесном бару у Ливерпулу, све то у време док је Хески био у вези са Кејли. Након откривања двогодишње афере, Кејли је раскинула са Хескијем. Хески има шесторо деце, троје са бившом партнерком Кејли и троје са Тејго. Његова вереница Тејго нападнута је ножем у њиховој кући у Халеу, у Великом Манчестеру у јулу 2008. године, док је Хески био на тренингу. Лопови су упали у кућу и украли Хескијев аутомобил, али ни Тејго ни њихово двоје деце који су били у кући нису били повређени, а Тејго је била веома узнемирена због овог инцидента. Године 2009. процењено је да богатство Хескија износи 12 милиона фунти. Заједно са колегама из репрезентације Енглеске, 2009. године подржао је акцију „Shoe Aid for Africa” која је имала за циљ да помогне сиромашној деци у Африци.

## Клупска каријера

### Лестер Сити
Хески се од детињства заинтересовао за фудбал и играо је за Ратби Гроби јуниорс, локални тим младих из Лестера. Истакнуо се међу својим вршњацима и са девет година прихватио место у фудбалској академији Лестер Ситија. Напредујући кроз њихов омладински систем, дебитовао је са седамнаест година у мечу Премијер лиге 8. марта 1995. године против Квинс Парк рејнџерса. Лестер Сити је прешао у Прву дивизију Фудбалске лиге Енглеске након завршетка сезоне 1994/1995. и он је 3. октобра 1995. године потписао свој први професионални уговор са клубом. Постао је редовни прволигаш у сезони 1995/1996. одигравши 30 утакмица. Током ове сезоне, Хески је постигао први гол, за победу над Норич Ситијем, а укупно у сезони постигао је седам голова. Помогао је Лестер Ситију да унапреди пласман у Премијер лигу, почевши од финала плеј-офа Прве дивизије 27. маја 1996. године, пошто су победили Кристал палас резултатом 2 : 1.
Током сезоне 1996/1997. прве у Премијер лиги, Хески је постигао 10 голова на 35 утакмица и постигао гол за изједначење у финалу Енглеског Лига купа, на утакмици против Мидлсброа, а Лестер Сити је победио у реваншу. Хески је био другопласирани за награду „Млади играч године”, коју је тада освојио Дејвид Бекам. Наредне сезоне, 1997/1998. за Хескија су се заинтересовали Лидс јунајтед и Тотенхем хотспер, пошто је поново постигао 10 голова у Премијер лиги и уједно био најбољи стрелац Лестер Ситија те сезоне. Током сезоне 1998/1999. Хески је постигао шест голова, због чега је критикован. Током сезоне 1998/1999. играо је у тандему са Тонијем Котијем, који је имао користи од тога, јер је Хески нио несебичан, а тренер Мартин О’Нил истакао је да је овај двојац задржао клуб у Премијер лиги. Хески је за Лестер Сити играо у финалу Енглеског лига купа, 21. марта 1999. године, у којем су савладани од Тотенхем хотспера резултатом 1 : 0. Енглески лига куп Хески је са Лестер Ситијем освојио победом над Транмир роверсом, 27. фебруара 2000. године, резултатом 2 : 1.

### Бирмингем Сити
Крајем сезоне 2003/2004. Хески је потписао уговор за Бирмингем Сити 18. маја 2004. године. Потписао је петогодишњи уговор за почетну накнаду од 3,5 милиона фунти и постао најскупљи фудбалер Бирмингем Ситија. Након тога, повредио је ножни зглоб током предсезонске пријатељске утакмице против Осасуне, што је довело у питање његов деби у Премијер лиги за Бирмингем Сити против Портсмута. На крају је ипак играо против Портсмута, 24. августа, а меч је завршен резултатом 1 : 1. Први погодак постигао је главом у осмом минуту, на утакмици против Манчестер Ситија.  Упркос осредњем учинку Бирмингем Ситија у сезони 2004/2005. Хески је проглашен за најбољег играча сезоне Бирмингем Ситија, био је најбољи стрелац тима са 11 постигнутих голова и освојио више награда за играча меча.
Патио је од повреде ножног зглоба током утакмице против Блекберн роверса, која је одиграна 19. априла 2006. године. Након фитнес теста играо је 22. априла исте године против Евертона, а меч је завршен без голова. Током сезоне 2005/2006. Хески је постигао само 4 гола на 34 утакмице у лиги, а осредња игра Бирмингем Ситија кулминирала је испадањем у Чемпионшип фудбалску лигу. Током ове сезоне Хески је имао недоследне наступе и често био изложен критикама навијача Бирмингем Ситија. Директор клуба Карен Бради изјавио је да Ливерпул неће исплатити последњих 1,5 милиона фунти за Хескија.

### Виган атлетик
Хески је 7. јула 2006. године потписао уговор са Виган атлетиком из Премијер лиге, за хонорар од 5,5 милиона фунти. Дебитовао је на утакмици против Њукасл јунајтеда 19. августа 2006. године, а његов тим је изгубио резултатом 2 : 1. У свом 500. лигашком наступу, Хески је постигао први погодак за Виган атлетика у победи првог кола Премијер лиге над Редингом, 26. августа 2006. године. Током сезоне 2006/2007. постигао је 8 голова, играо на 36 утакмица, а Виган атлетик је избегао испадање из лиге због разлике у головима у односу на Шефилд јунајтед, против којег је Хески играо 13. маја 2007. године и умало постигао гол из „маказица”. Хески је претрпео повреду стопала у септембру 2007. године, а након паузе играо је за Виган атлетик у новембру на утакмици против Арсенала, који је славио резултатом 2 : 0. Повреду ножног зглоба доживео је током утакмице Виган атлетика и Блекберн роверсија у децембру 2007. године. Дана 14. априла 2008. године, Хески је постигао гол у 90. минуту утакмици против Челсија, а утакмица је завршена резултатом 1 : 1. Наставио је да постиже голове и изједначио резултат на утакмици против Тотенхема. Сезону 2007/2008. завршио је са 4 гола и 30 наступа.
Први гол у сезони 2008/2009. Хески је постигао у четвртом мечу Виган атлерика, победом од 5:0 над Хал Ситијем. У октобру 2008. године Хески је наговестио да ће можда напустити Виган атлетик како би играо у Лиги шампиона, иако се менаџер Вигана Стив Брус надао да ће га наговорити да потпише нови уговор са клубом. Хески је коментарисао извештаје о интересовању Ливерпула за њега рекавши: „Било би дивно. Видећемо како даље”. Свој 100. гол у Премијер лиги постигао је 1. новембра 2008. године у мечу против Портсмута, а његов тим је победио резултатом 2 : 1.  Дејв Вилан, председник Виган Ситија наговестио је да би Хески могао да напусти клуб у јануару 2009. године, а касније је Стив Брус истакао да је сигуран да ће Хески остати у клубу.  Хески је задобио повреду потколенице у мечу против Болтон вондерерса у децембру 2008. године, због чега је пропустио прву утакмицу ФА купа против Тотенхема. Хески је касније истакао да ће остати у Виган атлетику до лета 2009. године.

### Астон Вила
Хески је са Астон Вилом потписао уговор 23. јануара 2009. године, за накнаду од 3,5 милиона фунти, на три и по године. Дебитовао је четири дана касније на утакмици против Портсмута, а постигао је први погодак са 20 метара, уједно његов први гол на клупском дербију. Постигао је још једна погодак пре краја сезоне, уз гол у ремију 1:1 са Вест Хем јунајтедом. Сезону 2008/2009. Хески је завршио са 14 наступа и 2 гола. Патио је од потреса мозга, који је доживео на пријатељској предсезонској утакмици против Малаге у јулу 2009. године. Медији су известили да Хески размишља о одласку из Астон Виле током прелазног рока у јануару 2010. године, како би се осигурало да буде изабран да игра за репрезентацију Енглеске на Светксом првенству 2010. године, на шта је Мартин О’Нил одговорио: „У овом клубу постоје играчи са амбицијама да играју за Енглеску. Не бих се превише забринуо због свега тога”.  Међутим, Хески је касније негирао да жели да напусти Астон Вилу. О’Нил је у фебруару 2010. године рекао да је забринут због Хескијевих повреда, који су ускраћивале његов потенцијал. Хески је за Астон Вилу играо у финалу Енглеског лига купа 2010. године у којем се су изгубили резултатом 2 : 1 од Манчестер јунајтеда. Сезону 2009/2010. завршио је са 42 наступа и 5 голова.
Његов први наступ током сезоне 2010/2011. био је у ремију 1:1 са Рапид Бечом у првом мечу плеј-офа Лиге Европе. Под Жераром Улијеом, који је претходно био менаџер Хескија у Ливерпулу, нападач је уживао успешан почетак сезоне 2010/2011. укључујући победе у домаћим дербијима над Вулверхемптон вондерерсима и Вест Бромвич албиону. Дана 7. маја 2011. године у мечу Астон Виле против Виган атлетика, Хески је дошао у вербални сукоб са главним судијом меча, због чега је добио жути картон, а саиграчи су морали да га обуздају како не би био искључен из игре. Играо је до краја полувремена, након чега је замењен, а Хески није смео да остане на стадиону до краја меча. Упркос овом испаду, Хески није добио казну од Астон Виле нити од Фудбалског савеза Енглеске. Његов саиграч Лук Јанг истакао је да је Хески имао доста среће јер није кажњен. У Астон Вили Хески је остао још једну сезону у којој је постигао само један гол у победи над Блекберн роверсијем у августу 2011. године. Из клуба је пуштен у мају 2012. године, након што му је речено да му неће понудити нови уговор.

### ФК Њукасл јунајтед џетс
За аустралијски Њукасл јунајтед џетс, који је играо у Првој лиги Аустралије, Хески је потписао уговор 21. септембра 2012. године као њихов играч за сезону 2012/2013. Дебитовао је у утакмици против Аделејд јунајтеда, коју је његов тим изгубио резултатом 2 : 0. Први гол у Првој лиги Аустралије за Њукасл јунајтед џетс, Хески је постигао против Сиднеја у победи резултатом 3 : 2, 13. октобра 2012. године. Након тога постизао је голове против Сентрал коуст маринерса, два гола против Мелбурн викторија 26. октобра и један гол на утакмици против Вестерн Сиднеј Вондерерса, што га је учинило најбољим стрелцем лиге. Утакмица против Мелбурн викторија је имала „Хески камеру”, која је омогућила публици да прати његова кретања током меча.
Пошто је завршио сезону 2012/2013. са 9 голова у 23 наступа, зарадио је номинацију за награду „Играч године”, а нови уговор са Њукасл јунајтед џетсом потписао је у априлу 2013. године, за сезону 2013/2014. Након што је забележио 19 наступа и постигао један гол, Хески је напустио Њукасл јунајтед џетс како би играо у енглеском клубу.

### Болтон вондерерси
Након успешне игре за Њукасл јунајтед џетс, Хески је 24. децембра 2014. године потписао краткотрајни уговор за Болтон вондерерсе, који су тада играли Чемпионшип фудбалску лигу. Дебитовао је два дана касније као замена на полувремену Роберта Хала, а Болтон вондерерси су победили резултатом 2 : 1. Тридесет шестогодишњи Ејдур Гуђонсен потписао је уговор са Њукасл јунајтед џетсом, а играо је на Хескијевој позицији. Хески је отишао из клуба када му је истекао уговор, крајем сезоне 2015/2016. и тада се повукао из фудбала.

### Период након играчке каријере
Након што је завршио каријеру, Хески се придружио Егертону из Чеширске прве лиге 2017. године, где је радио као тренер уз Џеј-Лојда Самјуела, Џим Чернескија и Дин Гора. У мају 2020. године Хески је открио да је на курсу за УЕФА менаџмент и да жели да стажира као тренер женског фудбалског клуба Лестер Ситија.

## Каријера у репрезентацији

### Младе репрезентације
Хески је своју прву утакмицу одиграо за репрезентацију Енглеске до 16 година, када је дебитовао 26. априла 1994. године на утакмици против Португала, а репрезентација Енглеске је славила резултатом 1 : 0, све то у уводном мечу УЕФА Европског првенства до 16 година. Његова прва првенствена утакмица уследила је два дана касније, када је Енглеска ремизирала 1:1 са Републиком Ирском. Енглеска је била у четвртфиналу првенства, али је изгубила од репрезентације Украјине на пенале 7:6, након што је било 2:2 на крају продужетака. Хески је за репрезентацију Енглеске до 18 година дебитовао 16. новембра 1995. године, на утакмици против Летоније у квалификацијама за Европско првенство 1996. године. На тој утакмици, Хески је постигао два гола, у другом и педесет и осмом минуту, а његов тим славио је резултатом 2 : 0. Играо је на све четири утакмице за репрезентацију Енглеске на Европском првенству, а постигао је гол и на трећем мечу против селекције Белгије, против које је Енглеска славила резултатом 3 : 2, након продужетака. Каријеру за репрезентацију Енглеске до 18 година завршио је са осам наступа и пет голова.
Хески је за добио позив да игра за репрезентацију Енглеске до 21 године, а дебитовао је 8. октобра 1996. године на утакмици против Пољске, која је завршена без голова. Годину дана касније, 30. маја 1997. године постигао је погодак на мечу против репрезентације Пољске, а утакмица је завршена резултатом 1 : 1. Његова прва победа са репрезентацијом Енглеске до 21 године била је над репрезентацијом Југославије 29. марта 2000. године у плеј-офу квалификација за УЕФА Светско првенство за фудбалере до 21 године. Каријеру за репрезентацију Енглеске до 21 године завршио је са 17 наступа, а постигао је 6 голова. За „Б тим” репрезентације Енглеске одиграо је један меч против Чилеа, 10. фебруара 1988. године, а постигао је гол у 90. минуту, али његов тим је изгубио резултатом 2 : 1.

### Сениорска репрезентација Енглеске
Хески је први пут позван у сениорски тим Енглеске на пријатељски меч против репрезентације Чешке 18. новембра 1998. године, али није ушао у игру. Дебитовао је у пријатељском сусрету против репрезентације Мађарске у Будимпешти, 28. априла 1999. године, а утакмица је завршена резултатом 1 : 1. Хески је играо и на утакмици између репрезентације Енглеске и Аргентине на стадиону Вембли 23. фебруара 2000. године. Играњем на тој утакмици, Хески се прикључио и саставу Енглеске за Европско првенство 2000. године. Међутим, његова два уласка у игру нису помогла Енглеској, која је елиминисана у групној фази такмичења. У септембру 2001. године, Хески је постигао гол у победи од 5:1 репрезентације Енглеске над Немачком током квалификација за Светско првенство 2002. године. Хески је гол прославио у стилу диск-џокеја, што је касније популаризовано. Након тога, Хески је изабран у састав репрезентације Енглеске за Светско првенство 2002. године, које је одржано у Јапану и у Јужној Кореји. Играо је на утакмици против Данске, где је Енглеска победила резултатом 3 : 0 и стигла до четвртфинала првенства. Хески је такође играо на мечу против репрезентације Бразила, када је репрезентација Енглеске тријумфовала резултатом 2 : 1.
Хески и Ешли Кол су оптужени да су злоупотребили неке од присталица из Словачке, када је репрезентација Енглеске играла у квалификацијама за Европско првенство 2004. године, у октобру 2002. године. УЕФА је због тога отворила истрагу. Репрезентација Словачке је на крају била присиљена да игра наредни меч пред празним трибинама. Хески је добио конкуренцију на својој позицији у репрезентацији појавом Вејна Рунија. Међутим, упркос критикама, Хески је и даље био у првом тиму репрезентације и преузео је капитенску траку од Мајкла Овена, након што је он замењен када је Енглеска победила репрезентацију Србије и Црне Горе у Лестеру у јуну 2003. године. Хески је позван да игра у репрезентацији Енглеске за Европско првенство 2004. године, али на крају ипак није играо и био је предмет критика. Ушао је као замена током утакмице Енглеске против репрезентације Француске, која је победила резултатом 2 : 1. Хески је опозван у састав Енглеске током квалификација за Светско првенство 2006. године, након утакмице репрезентације Енглеске и Украјине у августу 2004. године. Након што је репрезентацији Енглеске приступио Питер Крауч, на позицији нападача, Хески је све више размишљао о повлачењу из националног тима.
Међународни наступи Хескија под менаџерством Стива Макларена били су ограничени, иако је он позван у репрезентацију Енглеске у септембру 2007. године током квалификација за Европско првенство 2008. године, као покриће за повређеног Рунија. Хески је играо на утакмицама против Израела и Русије, на препоруку Мајкла Овена, након што је изјавио да би желео да игра са Хескијем. Започео је меч репрезентације Енглеске против Израела и постао први играч који је позван у репрезентацију из Виган атлетика. Хески је такође био у првом тиму на следећем мечу, који је Енглеска играла против репрезентације Русије, а борио се за место у тиму са Питером Краучом. Доста је хваљен за своје наступе у репрезентацији у оба меча, а бивши репрезентативац Енглеске Алан Ширер истакао је: „Никада у милион година нисам очекивао да ћу разговарати о томе да ли би Емил Хески требало да одржи своје место испред Вејна Рунија, али нападач Виган јунајтеда је био изванредан на обе утакмице”.
Током квалификација за Светско првенство 2010. године, Хески је позван да игра на утакмици против репрезентације Швајцарске, али је морао да се повуче због повреде. Позван је и да игра у пријатељској утакмици против Чешке у августу 2008. године, где је ушао као замена у 46. минуту, а меч је завршен резултатом 2 : 2. Наступио је у квалификацијама за Светско првенство 2010. године, на мечевима против репрезентација Андоре и Хрватске. Хески је наводно био расно злостављан током утакмице против Хрватске, где је публика испуштала „мајмунске крике” када би Хески примио лопту. ФИФА је након тога отворила истрагу и на крају казнила Фудбалски савез Хрватске са 15000 фунти због инцидента. Педесети меч за Енглеску одиграо је у квалификацијама за Светско првенство 2010. године против репрезентације Белорусије, 15. октобра 2008. године, а онда је био задужен да помаже Вејну Рунију да побољша форму, након чега су њих двојица формирали партнерство, а Овен је избачен из тима. Први гол за репрезентацију Енглеске у шест година, постигао је на утакмици против селекције Словачке, у мечу у којем је Енглеска славила резултатом 4 : 0 на стадиону Вембли.  Током овог меча, Хески је доживео повреду потколенице, што га је натерало да се повуче из састава. Хески је такође играо на утакмици Енглеске и Казахстана, током квалификација за Светско првенство 2010. године. Хески је позван заједно са још 29 фудбалера на прозивку за Светско првенство 2010. године, а на изабран је међу 23 фудбалера за састав репрезентације на првенству. Хески је повредио капитена Рио Фердинанда током тренинга 4. јула, због чега је Фердинанд искључен из тима за Светско првенство. Прву утакмицу на Светском првенству 2010, Хески је играо на мечу против Сједињених Америчких Држава, који је завршен резултатом 1 : 1.
Хески се повукао из репрезентација 15. јула 2010. године, када је имао тридесет и две године. За национални тим постигао је 7 голова, а наступио на 62 утакмице.

## Стил игре
Хески је играо на позицији нападача, био јак нападач надарен темпом и физичком снагом, као и способношћу да искористи своју висину како би победио у дуелима. Такође је описан као интелигентан и марљив играч, атлетски грађен. Описан је као несебичан играч који је прецизно додавао лопту играчима и стварао простор за шансе, омогућавајући другим нападачима да постигну погодак. Није био плодан стрелац али је био посебно грациозан и вешт и често асистирао саиграчима, те им стварао шансе да постигну гол. 
Импресионирао је стручни штаб репрезентације Енглеске својом свестраношћу, јер је могао да игра и лево крило поред уобичајене улоге нападача. Такође је привукао пажњу и имао поштовање тренера јер је био несебичан и тимски играч. Међутим, медији су га критиковали због недостигнутих циљева и неадекватног понашања током игре. Иако је био нападач, понекада је играо и на средини терена, нарочито у Астон Вили, функционишући као нападачки везни играч, његова улога била је да повеже везни ред са нападом, а играо је чак и као централни везни играч.

## Статистика каријере

### Клупска
| Клуб                 | Сезона            | Лига                 | Лига     | Лига   | ФА куп   | ФА куп | Енглески Лига куп | Енглески Лига куп | Европа   | Европа | Остало   | Остало | Укупно   | Укупно |
| Клуб                 | Сезона            | Дивизија             | Утакмице | Голови | Утакмице | Голови | Утакмице          | Голови            | Утакмице | Голови | Утакмице | Голови | Утакмице | Голови |
| -------------------- | ----------------- | -------------------- | -------- | ------ | -------- | ------ | ----------------- | ----------------- | -------- | ------ | -------- | ------ | -------- | ------ |
| Лестер Сити          | 1994/95           | Премијер лига        | 1        | 0      | 0        | 0      | 0                 | 0                 | —        | —      | —        | —      | 1        | 0      |
| Лестер Сити          | 1995/96           | Прва дивизија        | 30       | 7      | 0        | 0      | 2                 | 0                 | —        | —      | 3        | 0      | 35       | 7      |
| Лестер Сити          | 1996/97           | Премијер лига        | 35       | 10     | 3        | 0      | 9                 | 2                 | —        | —      | —        | —      | 47       | 12     |
| Лестер Сити          | 1997/98           | Премијер лига        | 35       | 10     | 2        | 0      | 0                 | 0                 | 2        | 0      | —        | —      | 39       | 10     |
| Лестер Сити          | 1998/99           | Премијер лига        | 30       | 6      | 2        | 0      | 8                 | 3                 | —        | —      | —        | —      | 40       | 9      |
| Лестер Сити          | 1999/2000         | Премијер лига        | 23       | 7      | 4        | 0      | 8                 | 1                 | —        | —      | —        | —      | 35       | 8      |
| Лестер Сити          | Укупно            | Укупно               | 154      | 40     | 11       | 0      | 27                | 6                 | 2        | 0      | 3        | 0      | 197      | 46     |
| Ливерпул             | 1999/2000         | Премијер лига        | 12       | 3      | —        | —      | —                 | —                 | —        | —      | —        | —      | 12       | 3      |
| Ливерпул             | 2000/01           | Премијер лига        | 36       | 14     | 5        | 5      | 4                 | 0                 | 11       | 3      | —        | —      | 56       | 22     |
| Ливерпул             | 2001/02           | Премијер лига        | 35       | 9      | 2        | 0      | 1                 | 0                 | 17       | 5      | 1        | 0      | 56       | 14     |
| Ливерпул             | 2002/03           | Премијер лига        | 32       | 6      | 3        | 0      | 5                 | 0                 | 11       | 3      | 1        | 0      | 52       | 9      |
| Ливерпул             | 2003/04           | Премијер лига        | 35       | 7      | 4        | 1      | 2                 | 2                 | 6        | 2      | —        | —      | 47       | 12     |
| Ливерпул             | Укупно            | Укупно               | 150      | 39     | 14       | 6      | 12                | 2                 | 45       | 13     | 2        | 0      | 223      | 60     |
| Бирмингем Сити       | 2004/05           | Премијер лига        | 34       | 10     | 2        | 1      | 2                 | 0                 | —        | —      | —        | —      | 38       | 11     |
| Бирмингем Сити       | 2005/06           | Премијер лига        | 34       | 4      | 3        | 0      | 3                 | 1                 | —        | —      | —        | —      | 40       | 5      |
| Бирмингем Сити       | Укупно            | Укупно               | 68       | 14     | 5        | 1      | 5                 | 1                 | —        | —      | —        | —      | 78       | 16     |
| Виган атлетик        | 2006/07           | Премијер лига        | 34       | 8      | 1        | 0      | 1                 | 0                 | —        | —      | —        | —      | 36       | 8      |
| Виган атлетик        | 2007/08           | Премијер лига        | 28       | 4      | 2        | 0      | 0                 | 0                 | —        | —      | —        | —      | 30       | 4      |
| Виган атлетик        | 2008/09           | Премијер лига        | 20       | 3      | 0        | 0      | 2                 | 0                 | —        | —      | —        | —      | 22       | 3      |
| Виган атлетик        | Укупно            | Укупно               | 82       | 15     | 3        | 0      | 3                 | 0                 | —        | —      | —        | —      | 88       | 15     |
| Астон Вила           | 2008/09           | Премијер лига        | 14       | 2      | 0        | 0      | —                 | —                 | 0        | 0      | —        | —      | 14       | 2      |
| Астон Вила           | 2009/10           | Премијер лига        | 31       | 3      | 4        | 0      | 5                 | 2                 | 2        | 0      | —        | —      | 42       | 5      |
| Астон Вила           | 2010/11           | Премијер лига        | 19       | 3      | 2        | 0      | 2                 | 2                 | 2        | 1      | —        | —      | 25       | 6      |
| Астон Вила           | 2011/12           | Премијер лига        | 28       | 1      | 1        | 0      | 0                 | 0                 | —        | —      | —        | —      | 29       | 1      |
| Астон Вила           | Укупно            | Укупно               | 92       | 9      | 7        | 0      | 7                 | 4                 | 4        | 1      | —        | —      | 110      | 14     |
| Њукасл јунајтед џетс | 2012/13           | Прва лига Аустралије | 23       | 9      | —        | —      | —                 | —                 | —        | —      | —        | —      | 23       | 9      |
| Њукасл јунајтед џетс | 2013/14           | Прва лига Аустралије | 19       | 1      | —        | —      | —                 | —                 | —        | —      | —        | —      | 19       | 1      |
| Њукасл јунајтед џетс | Укупно            | Укупно               | 42       | 10     | —        | —      | —                 | —                 | —        | —      | —        | —      | 42       | 10     |
| Болтон вондерерси    | 2014/15           | Чемпионшип           | 16       | 1      | 2        | 0      | —                 | —                 | —        | —      | —        | —      | 18       | 1      |
| Болтон вондерерси    | 2015/16           | Чемпионшип           | 29       | 2      | 0        | 0      | 1                 | 0                 | —        | —      | —        | —      | 30       | 2      |
| Болтон вондерерси    | Укупно            | Укупно               | 45       | 3      | 2        | 0      | 1                 | 0                 | —        | —      | —        | —      | 48       | 3      |
| Укупно у каријери    | Укупно у каријери | Укупно у каријери    | 633      | 130    | 42       | 7      | 55                | 13                | 51       | 14     | 5        | 0      | 786      | 164    |

### Репрезентативна
Извор:
| Репрезентација | Година | Утакмице | Голови |
| -------------- | ------ | -------- | ------ |
| Енглеска       | 1999   | 4        | 0      |
| Енглеска       | 2000   | 7        | 1      |
| Енглеска       | 2001   | 9        | 2      |
| Енглеска       | 2002   | 11       | 1      |
| Енглеска       | 2003   | 7        | 1      |
| Енглеска       | 2004   | 5        | 0      |
| Енглеска       | 2007   | 2        | 0      |
| Енглеска       | 2008   | 5        | 0      |
| Енглеска       | 2009   | 7        | 2      |
| Енглеска       | 2010   | 5        | 0      |
| Укупно         | Укупно | 62       | 7      |

### Голови за репрезентацију
Голови за Енглеску, наредна колона показује Хескијеве голове.
| Бр. | Датум              | Стадион                                       | Утакмица | Противник    | Гол   | Резултат | Такмичење                                          | Реф.    |
| --- | ------------------ | --------------------------------------------- | -------- | ------------ | ----- | -------- | -------------------------------------------------- | ------- |
| 1   | 3. јун 2000.       | Национални стадион Та Кали, Ка Кали, Малта    | 7        | Малта        | 2 : 1 | 2 : 1    | Пријатељска утакмица                               | [ 182 ] |
| 2   | 28. фебруар 2001.  | Вила парк, Бирмингем, Енглеска                | 12       | Шпанија      | 2 : 0 | 3 : 0    | Пријатељска утакмица                               | [ 183 ] |
| 3   | 1. септембар 2001. | Олимпијски стадион у Минхену, Минхен, Немачка | 17       | Немачка      | 5 : 1 | 5 : 1    | Квалификације за Светско првенство у фудбалу 2002. | [ 184 ] |
| 4   | 15. јун 2002.      | Нигата стадион, Нигата, Јапан                 | 28       | Данска       | 3 : 0 | 3 : 0    | Светско првенство у фудбалу 2002.                  | [ 108 ] |
| 5   | 22. мај 2003.      | Кингс парк стадион, Дурбан, Јужна Африка      | 33       | Јужна Африка | 2 : 1 | 2 : 1    | Пријатељска утакмица                               | [ 185 ] |
| 6   | 28. март 2009.     | Вембли, Лондон, Енглеска                      | 52       | Словачка     | 1 : 0 | 4 : 0    | Пријатељска утакмица                               | [ 138 ] |
| 7   | 6. јун 2009.       | Алмати стадион, Алмати, Казахстан             | 53       | Казахстан    | 2 : 0 | 4 : 0    | Квалификације за Светско првенство у фудбалу 2010. | [ 140 ] |

## Трофеји

### Клупски
Лестер Сити
- Прва дивизија Фудбалске лиге Енглеске, плеј-оф: 1996.[24]
- Енглески Лига куп: 1996/97,[26] 1999/2000;[31] другопласирани: 1998/99[30]

Ливерпул
- ФА куп: 2000–01[186]
- Енглески Лига куп: 2000/01,[187] 2002/03[188]
- ФА Комјунити шилд: 2001.[189]
- УЕФА куп: 2000/01[190]
- УЕФА суперкуп: 2001.[191]

Астон Вила
- Енглески Лига куп: другопласирани: 2009/10[71]

### Индивидуални
- Играч сезоне Бирмингем Ситија: 2004/05.[38]